# Sergio Blázquez Sánchez
Sergio Blázquez Sánchez (Molina de Segura, Murcia, 30 de julio de 1990), conocido como Tekio, es un futbolista español que ocupa la posición de defensa en el Athletic Club Torrellano de la Tercera Federación.

## Trayectoria
Formado en las categorías inferiores del C. D. Molinense para después recalar en las filas del ADM Lorquí y posteriormente en el Murcia Deportivo de División de Honor Juvenil, hizo su debut deportivo como sénior en 2009 fichando con el Costa Cálida C. F. de Tercera División donde permaneció por tres campañas.
En 2011 firmó por el Real Valladolid Promesas pero el primer equipo del Real Valladolid Club de Fútbol contó activamente con él esa misma temporada, en concreto en la primera vuelta del campeonato, haciendo su debut oficial en Segunda División el 3 de septiembre de 2011, siendo titular en la victoria por 2-0 ante el Córdoba Club de Fútbol.
En enero de 2013 rescindió contrato con el club pucelano para fichar por el UCAM Murcia C. F. del Grupo IV de Segunda División B con el que finalmente descendería a Tercera División. La campaña siguiente acabaron como campeones del grupo XIII y regresaron a la categoría de bronce del fútbol español, dando la sorpresa por conseguir el subcampeonato del grupo IV pero cayendo en semifinales del playoff de ascenso a Segunda División ante el Bilbao Athletic.
En la temporada 2015-16 sí consiguió el ascenso a Segunda División con el club universitario tras imponerse al Real Madrid Castilla y proclamándose además campeón de Segunda División B venciendo al C. F. Reus Deportivo en la final. Renovó por una temporada más con el cuadro azuldorado, ya en Segunda División, poniendo fin a su etapa en el club de la capital murciana tras cinco campañas en sus filas.
En julio de 2017 firmó como jugador del Elche Club de Fútbol por tres campañas. En la primera lograron el ascenso a Segunda División. El 23 de agosto de 2020 logró el ascenso a Primera División con el conjunto alicantino al vencer al Girona F. C. Tras estos dos ascensos consecutivos, el club ilicitano no renovó su contrato y este fichó de cara a la temporada 20-21 por el Volos N. F. C. de la Superliga de Grecia.
El 6 de junio de 2021 firmó por la Unión Deportiva Logroñés por dos temporadas. Sin embargo, se marchó a final de año para regresar al UCAM Murcia C. F. Una vez terminó la temporada, el 5 de julio, fichó por el Mar Menor F. C.
El 31 de julio de 2024 fichó por el Athletic Club Torrellano que competía en la Tercera Federación.

## Clubes
| Club                             | País   | Año       |
| -------------------------------- | ------ | --------- |
| Costa Cálida C. F.               | España | 2009-2011 |
| Real Valladolid C. F. Promesas   | España | 2011-2013 |
| UCAM Murcia C. F.                | España | 2013-2017 |
| Elche C. F.                      | España | 2017-2020 |
| Volos N. F. C.                   | Grecia | 2020-2021 |
| U. D. Logroñés                   | España | 2021      |
| UCAM Murcia C. F.                | España | 2022      |
| Racing Cartagena Mar Menor F. C. | España | 2022-2024 |
| Athletic Club Torrellano         | España | 2024-     |

## Palmarés

### Títulos nacionales
| Título                       | Club              | País   | Año  |
| ---------------------------- | ----------------- | ------ | ---- |
| Segunda División B de España | UCAM Murcia C. F. | España | 2016 |